# Aser Dadasjev
Azər Dadaşov  (azeri: Azər İsmayıl oğlu Dadaşov  ; russisk: Азер Исмаил оглы Дадашев tr. Aser Ismail ogly Dadasjev ; født 1. december 1946 i Baku, Aserbajdsjanske SSR, Sovjetunionen) er en aserbajdsjansk/sovjetisk komponist. 
Dadaşov studerede komposition på det Aserbajdsjanske Musikkonservatorium hos Kara Karajev. Han har skrevet 3 symfonier, orkesterværker, instrumentalmusik, korværker, og filmmusik, som han nok er mest kendt for i dag. 

## Udvalgte værker
- Symfoni nr. 1 (1971) - for orkester
- Symfoni nr. 2 (19?) - for orkester
- Symfoni nr. 3 (1980) - for kammerorkester
- Bratschkoncert (19?) - for bratsch og orkester